# San Fuego
San Fuego – osada (buurt) w dzielnicy Bonam, miasta Willemstad, w dystrykcie Willemstad, w kraju autonomicznym Curaçao, należącym do Holandii, w Ameryce Południowej. 20 października 2023 r. liczyła 101 mieszkańców. Zarówno pod względem powierzchni jak i liczby mieszkańców, jest najmniejszą osadą w dzielnicy.  